# 米爾 (印第安納州)
米爾（英語：Mier）是位於美國印第安納州格蘭特縣的一個人口普查指定地區。

## 人口
根據2010年美國人口普查的數據，米爾的面積為0.60平方千米，當中陸地面積為0.60平方千米，而水域面積為0.00平方千米。當地共有人口78人，而人口密度為每平方千米130人。